# 大麦地镇
大麦地镇，是中华人民共和国云南省楚雄彝族自治州双柏县下辖的一个乡镇级行政单位。

## 行政区划
大麦地镇下辖以下地区：
普龙村、峨足村、光明村、底土村、河口村、大麦地村、邦三村、蚕豆田村和野牛村。